# Talen in Nederland

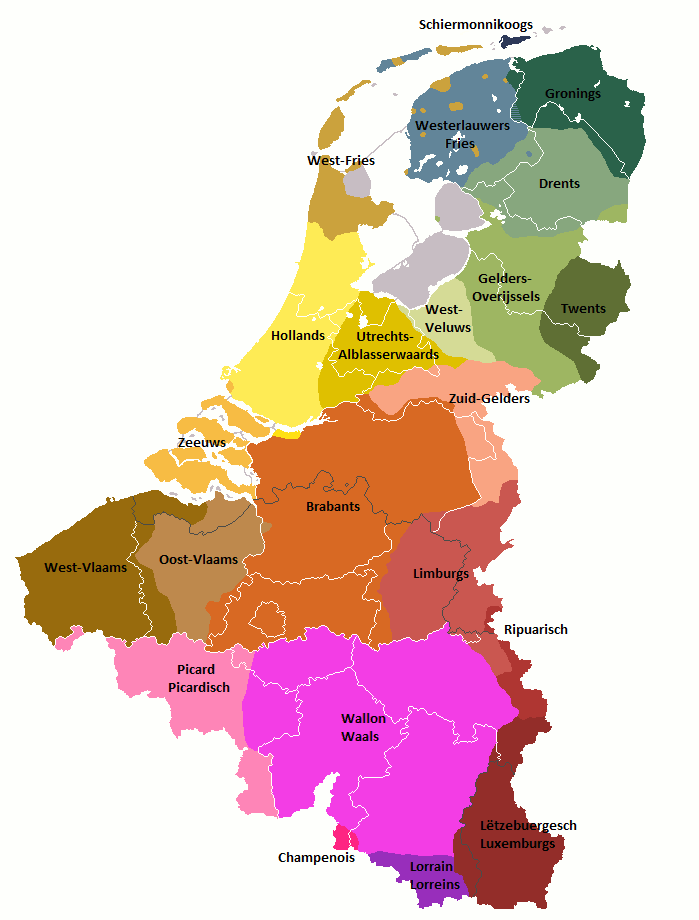
Streektalen in de Benelux

De meest gebruikte taal in Nederland is het Nederlands, dat door de meerderheid van de Nederlandse bevolking wordt beheerst. De status van het Nederlands in Nederland is echter bijna nergens juridisch vastgelegd en nooit tot de officiële taal van Nederland gemaakt. Verder zijn het Fries in Friesland, het Papiaments op Bonaire en het Engels op Sint Eustatius en Saba officiële bestuurstalen. Het Nedersaksisch en Limburgs hebben via het Convenant Nedersaksisch en convenant Limburgs, de status van officiële taal. Jiddisch en Romani hebben de status van "niet-territoriale minderheidstalen". De aantallen sprekers van deze talen bedragen in de desbetreffende gebieden:
- Limburgs: 825.000[4]
- Fries: 453.000[5]
- Papiaments: 13.000
- Engels: 5.000
- Nedersaksisch: geen betrouwbare cijfers bekend, maar naar schatting 2,15 miljoen.[6][7]
- Nederlandse Gebarentaal (NGT): 60.000

Er zijn rapporten die een dramatische afname van streektalen ten gunste van het Nederlands aantonen. Dit met name doordat veel jongeren de taal niet meer machtig zijn. Aan de andere kant is er ook sprake van een opleving en toegenomen interesse voor streektalen. Het aantal sprekers van Jiddisch en Romani is gering. De status van deze talen is vastgelegd in het Europees Handvest voor regionale talen of talen van minderheden. Op grond hiervan dient de Nederlandse overheid rekening te houden met de belangen van de sprekers van deze talen. Het initiatiefwetsvoorstel voor  erkenning van de Nederlandse Gebarentaal (NGT) is op 1 september 2020 na een stemming in de Tweede Kamer goedgekeurd. 
De Wet erkenning Nederlandse Gebarentaal is per 1 juli 2022 van kracht geworden.
Deze taal wordt door circa 60.000 mensen beheerst.
Naast de inheemse talen worden er in Nederland veel andere talen gesproken. Een groot deel van de Nederlandse bevolking is ten minste tweetalig. Dit komt door het uitgebreide taalonderwijs met name in het Engels, de lange grens met Duitsland en de instroom van migranten uit alle werelddelen. Het Nederlands zelf is sterk beïnvloed door andere talen en in het Standaardnederlands zijn veel leenwoorden opgenomen.

## Taalonderwijs
Europees onderzoek geeft aan dat 94% van de Nederlanders ten minste één andere taal dan de moedertaal spreekt, 75% spreekt twee andere talen en 35% spreekt drie andere talen. Over de drie voornaamste vreemde talen in het taalonderwijs is dat als volgt verdeeld:
- 90% spreekt Engels;
- 71% spreekt Duits;
- 29% spreekt Frans.[10]

De voornaamste bron van deze vaardigheden is daarbij het voortgezet onderwijs.

### Basisonderwijs
De voertaal van het basisonderwijs is over het algemeen het Nederlands. Op Sint Eustatius en Saba wordt Engels en op Bonaire het Papiaments meestal als voertaal gebruikt, maar de Wet primair onderwijs BES gaat uit van zowel Nederlands als Engels/Papiaments als instructietaal en stelt voor Nederlands als Engels/Papiaments dezelfde kerndoelen vast. In Friesland wordt op bijna alle basisscholen in het Friese taalgebied Fries als verplicht vak onderwezen en de taal mag er ook als voertaal gebruikt worden. Daarnaast zijn er enkele tientallen tweetalige basisscholen. De bij wet vastgelegde kerndoelen voor het Fries zijn echter minder ambitieus dan die voor het Nederlands. Nedersaksisch en Limburgs worden tot op heden (2025) vrijwel nauwelijks structureel aangeboden, ondanks de faciliteringsverplichting die voortvloeit uit deel 2 van het Europees Handvest. In het basisonderwijs in Europees Nederland en Bonaire wordt Engels al als vreemde taal onderwezen. Basisscholen mogen daarnaast ook nog in Europees Nederland Duits of Frans of in Caribisch Nederland Spaans aanbieden.

### Voortgezet onderwijs
Op het voortgezet onderwijs is de instructietaal over het algemeen Nederlands. Alleen op Saba is het voortgezet onderwijs (volledig) Engelstalig. In Nederland is het tweetalig voortgezet onderwijs Nederlands-Engels in opmars.
In de onderbouw van het voortgezet onderwijs wordt naast het Nederlands en Engels, lesgegeven in de vreemde talen Frans, Duits (in Europees Nederland) en/of Spaans (in Caribisch Nederland), al mag de school er ook voor kiezen andere talen aan te bieden. In de onderbouw van het vmbo wordt naast het Engels in één andere vreemde taal onderwezen in de onderbouw van havo/vwo in twee andere vreemde talen. Aan gymnasia wordt ook Latijn en Oudgrieks gedoceerd (geen spreek- of luistervaardigheid); in een van beide klassieke talen doet een gymnasiast verplicht eindexamen. In de onderbouw van de meeste scholen voor voortgezet onderwijs in Friesland is ook Fries een verplicht vak.
In de bovenbouw havo/vwo wordt er les gegeven in Engels en Nederlands. Met de invoering van de basisvorming op de middelbare school en van de Tweede fase in de bovenbouw van de havo en het vwo is de nadruk meer komen te liggen op passieve taalbeheersing. Omdat dit ten koste lijkt te gaan van de taalbeheersing, is deze ontwikkeling vanaf 2006 weer teruggedraaid. In het atheneum is sindsdien nog een moderne vreemde taal naar keuze verplicht, evenals in het profiel Cultuur en Maatschappij van de havo. In de andere profielen en het vrije deel van havo/vwo kunnen ook nog moderne vreemde talen gekozen worden. Met een moderne vreemde taal wordt Frans, Duits, Spaans, Russisch, Italiaans, Arabisch, Turks, dan wel Fries (in Europees Nederland) of Papiaments (in Caribisch Nederland) bedoeld. Hierbij geldt dat de betreffende taal alleen gekozen kan worden als de school die ook aanbiedt.

### Hoger onderwijs
Aan de Nederlandse hogescholen en universiteiten bestaan veel talenstudies; met name op de universiteit bestrijken deze niet slechts taalbeheersing, maar ook taalkunde, letterkunde en cultuurkunde. Onder andere de Universiteit van Amsterdam en de Hogeschool van Utrecht bieden studies Nederlandse Gebarentaal aan. Er is ook een mogelijkheden Fries te studeren. In Leeuwarden wordt het aangeboden als lerarenopleiding. In 2007 is het mogelijk een master of education in Fries te halen, volgens het bachelor-mastersysteem. Daarmee sluit Fries aan op de universitaire opleiding Fries van de Rijksuniversiteit Groningen. Sinds het collegejaar 2012-2013 bestaat de bachelor Friese taal echter niet meer als zelfstandige opleiding. Onder de studie Europese talen en culturen kan er wel gespecialiseerd worden in de Friese taal.

## Grens met Duitsland
De grens tussen de landen Nederland en Duitsland komt niet overeen met de grens tussen het Nederlands taalgebied en het Duits taalgebied. Dit houdt in dat veel Nederlanders in de grensstreek Duits spreken of een dialect/streektaal met kenmerken van beide talen. Daarnaast zijn Duitsers een van de grootste migrantengroepen in Nederland (2008: eerste generatie Duitsers 102.000).
Voor de (historische) relatie tussen het Nederlands en het Duits zie verder:
- Nederlands taalgebied
- Nederlands (naam)
- Nederduits
- Diets

## Migrantentalen
Van de 6800 talen die er in de wereld zijn, zullen er heel veel op enig moment door een aantal mensen in Nederland gesproken worden. Door immigratie in het verre en nabije verleden zijn er een aantal groepen die hun oorspronkelijke taal behouden hebben.

### Joden en Roma
Vanaf de 14e eeuw hebben zich groepen Joden en Roma in Nederland gevestigd. Zij brachten hun eigen talen met zich mee. Door de Holocaust en integratie is er van Jiddisch, Judeo-Spaans en Romani nog een beperkt aantal sprekers over. Hebreeuws, een taal die voor de Holocaust in Nederland niet erg gebruikelijk was (Jiddisch was de sociale omgangstaal van Joden, en Hebreeuws was enkel voor de eredienst en religieuze studies), is in recente decennia juist in opkomst door het relatief grote aantal Israëlische tijdelijke of permanente immigranten in Nederland.
Aantal sprekers:
- Romani, Sinte 1220[13]
- Romani, Vlax 1000[13]

### Nederlandse koloniën en gebiedsdelen
Door een intensief contact met de voormalige Nederlandse koloniën, Aruba, Curaçao en Sint Maarten zijn er grote groepen die talen uit deze gebieden spreken. In de eerste decennia van de 20e eeuw kwamen ook enkele duizenden sprekers van het Kantonees uit China en Nederlands-Indië naar Nederland. Met zo'n 70.000 sprekers is het Kantonees nog altijd de meest gesproken Chinese taal in Nederland.

### Overige immigranten
Vooral na de Tweede Wereldoorlog kwamen er nog verschillende andere groepen immigranten die nog grotendeels hun eigen taal spreken.
De belangrijkste naar aantal sprekers:
- Turkse talen 400.000
- Arabisch 220.000[14] (waaronder Marokkaans-Arabisch en Egyptisch-Arabisch)
- Berbertalen waarvan Tamazight 90.000
- Koerdisch 40.000
- Kaapverdisch 20.000
- Vietnamees 16.000

Veel Marokkanen hebben het Berbers als eerste taal (circa 35% van de bevolking van Marokko is cultureel Berber). In Nederland is er door de herkomst van velen uit het Rif-gebergte een proportioneel hoger aandeel Berbers. Desondanks heeft een deel van de circa 345.000 Nederlandse Marokkanen, vooral de eerste generatie, begrip van het Arabisch.
Vervolgens wijzen cijfers van het CBS uit dat nog circa 140.000 mensen in Nederland verwant zijn aan negentien landen waar het Arabisch de voornaamste omgangstaal is, waaronder Irak (49.202), Egypte (19.976), Algerije/Tunesië (ca. 16.000) en Libanon/Syrië (ca. 15.000). Daarnaast is het Standaard Arabisch doorgaans de voertaal in de (grotere) Marokkaanse moskeeën in Nederland.
Van de Spaanse, Italiaanse of Engelse moedertaal-sprekers zijn geen aantallen bekend.
Hoewel het contact met al deze migrantengroepen heeft geleid tot het overnemen van bepaalde woorden in elkaars taal, is er in het Europese gedeelte van Nederland geen meng- of contacttaal ontstaan. Dit gebeurde wel in Zuid-Afrika en Caribisch Nederland.